# Weir (Kansas)
Weir és una població dels Estats Units a l'estat de Kansas. Segons el cens del 2000 tenia 780 habitants.

## Demografia
Segons el cens del 2000, Weir tenia 780 habitants, 310 habitatges, i 212 famílies. La densitat de població era de 286,8 habitants/km².
Dels 310 habitatges en un 33,2% hi vivien nens de menys de 18 anys, en un 53,9% hi vivien parelles casades, en un 10,6% dones solteres, i en un 31,6% no eren unitats familiars. En el 25,5% dels habitatges hi vivien persones soles el 13,5% de les quals corresponia a persones de 65 anys o més que vivien soles. El nombre mitjà de persones vivint en cada habitatge era de 2,52 i el nombre mitjà de persones que vivien en cada família era de 3,05.
Per edats la població es repartia de la següent manera: un 27,8% tenia menys de 18 anys, un 7,8% entre 18 i 24, un 30,4% entre 25 i 44, un 21,7% de 45 a 60 i un 12,3% 65 anys o més.
L'edat mediana era de 36 anys. Per cada 100 dones de 18 o més anys hi havia 92,2 homes.
La renda mediana per habitatge era de 27.054 $ i la renda mediana per família de 35.476 $. Els homes tenien una renda mediana de 26.406 $ mentre que les dones 21.518 $. La renda per capita de la població era de 16.561 $. Entorn del 8,7% de les famílies i el 13,2% de la població estaven per davall del llindar de pobresa.

## Poblacions més properes
El següent diagrama mostra les poblacions més properes.